# Medo (folclore)
O Medo é uma entidade maléfica do folclore português. Este ser aparece nas horas-abertas como aparição ou alma penada.
"Em todo o Algarve se crê na aparição de Medos ao meio-dia, à meia-noite ou ainda depois do toque das ave-marias. É sobretudo no verão que os Medos aparecem, nas belas noites de luar e ao pino do meio dia, pela força do calor, quando tudo dorme ou descansa . Por isso diz-se que em tal sitio aparece um Medo."